# 4e cérémonie des American Film Institute Awards
La 4e cérémonie des American Film Institute Awards, décernés par l'American Film Institute, a eu lieu le  15 décembre 2003, et a récompensé les films et séries télévisées diffusées dans l'année.

## Palmarès

### Cinéma
- American Splendor
- La Couleur du mensonge (The Human Stain)
- Le Dernier Samouraï (The Last Samurai)
- In America
- Lost in Translation
- Master and Commander : De l'autre côté du monde (Master and Commander: The Far Side of the World)
- Le Monde de Nemo (Finding Nemo)
- Monster
- Mystic River
- Le Seigneur des anneaux : Le Retour du roi (The Lord of the Rings: The Return of the King)

#### Film de l'année
- Antwone Fisher

### Télévision
- 24 heures chrono (24)
- Alias
- Angels in America
- Arrested Development
- Le Monde de Joan (Joan of Arcadia)
- Nip/Tuck
- Playmakers
- Soldier's Girl
- Sur écoute (The Wire)
- Tout le monde aime Raymond (Everybody Loves Raymond)